# Дика природа Мадагаскару

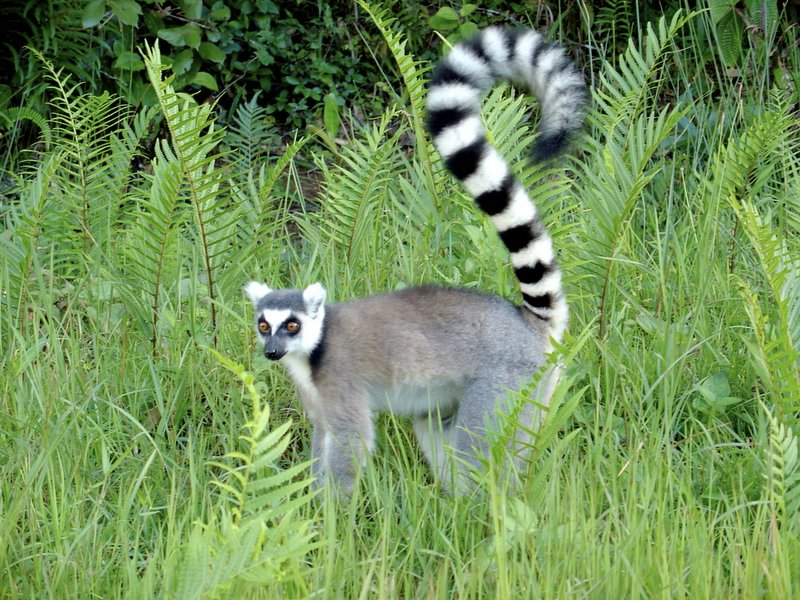
Лемур котячий або кільцехвостий лемур (Lemur catta) - найбільш відомий із численних видів лемурів на Мадагаскарі.

Склад дикої природи Мадагаскару відображає той факт, що острів був ізольований близько 88 мільйонів років. Доісторичний розпад суперконтинента Гондвана приблизно 135 мільйонів років тому відокремив контенинтальну масу сучасних Мадагаскару, Антарктиди та Індії від земель Африки та Південної Америки. Мадагаскар пізніше відколовся від Індії близько 88 мільйонів років тому, дозволяючи рослинам і тваринам на острові розвиватися у відносній ізоляції.
Унаслідок тривалої ізоляції острова від сусідніх континентів Мадагаскар став батьківщиною великої кількості рослин та тварин, які ніде інше на Землі не можна знайти. Приблизно 90 відсотків усіх видів рослин і тварин, виявлених на Мадагаскарі, є ендеміками, уключаючи лемурів (тип мокроносих приматів), м'ясоїдну фосу та багатьох пташок. Така самобутня екологія призвела до того, що деякі науковці називають Мадагаскар «восьмим континентом», а Міжнародне товариство збереження природи класифікує острів місцем рясного біорізноманіття.

## Фауна

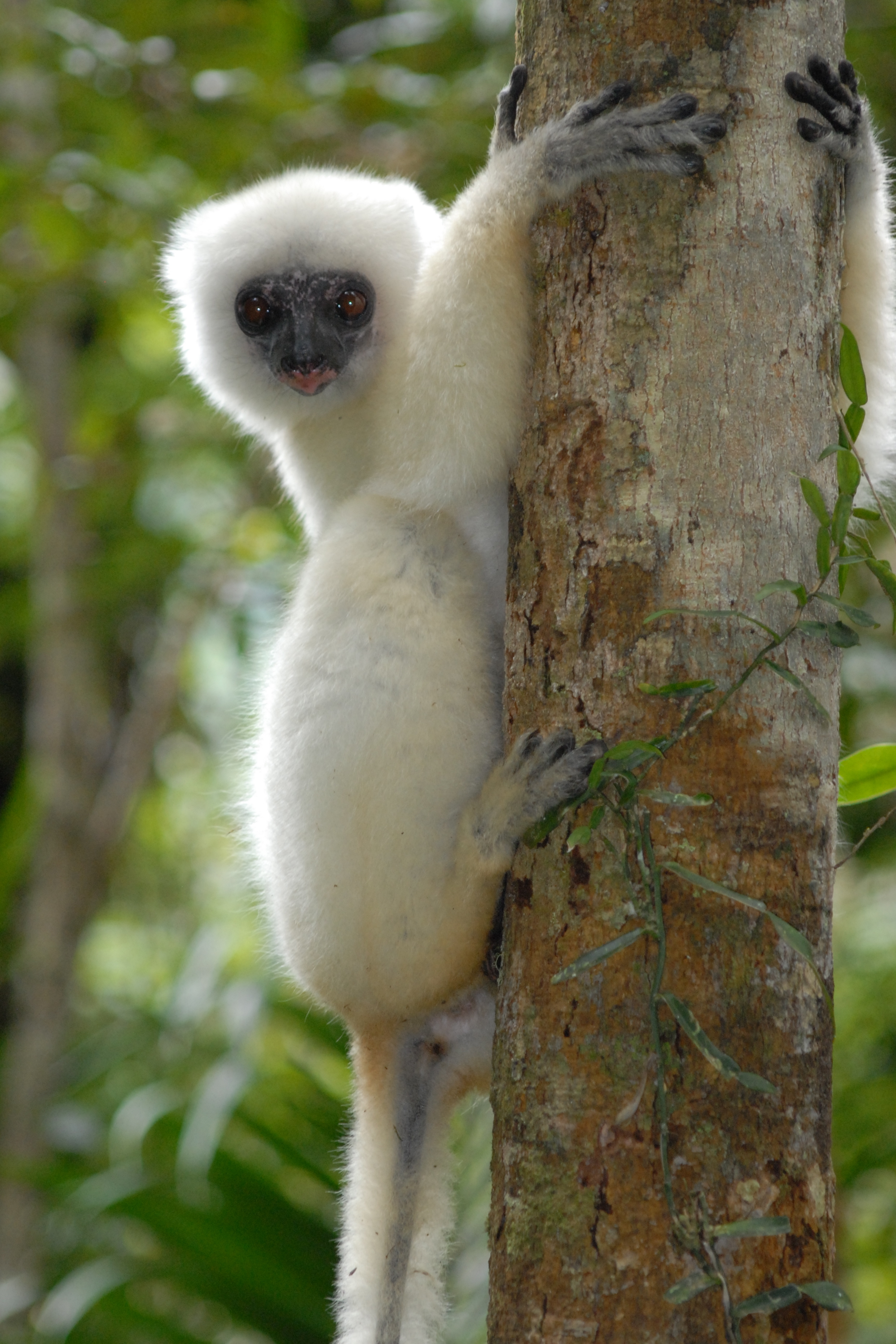
Propithecus candidus — це один із понад 100 відомих видів і підвидів лемура, що водиться лише на Мадагаскарі.

Ізоляція Мадагаскару від інших суходолів протягом усієї кайнозойської ери призвела до еволюції великої частини ендемічних видів тварин і відсутності багатьох таксонів, що були виявлені на сусідніх континентах. Деякі з мадагаскарських тварин очевидно представляють родовід, який був присутній із часів розпаду Гондвани, тоді як багато інших, у тому числі всі нелітаючі автохтонні ссавці, є нащадками предків, які вижили після рідкісного перетину моря на плаваючій рослинності  [Архівовано 25 квітня 2019 у Wayback Machine.] або перепливання з Африки (ймовірно, завдяки течіям). Станом на 2012 рік на острові більше 200 існуючих видів ссавців, у тому числі понад 100 видів лемурів, близько 300 видів птахів, понад 260 видів плазунів і щонайменше 266 видів земноводних. На острові також є багата фауна безхребетних, уключаючи дощових черв'яків, комах, павуків та неморських молюсків.
Міжнародне товариство збереження природи визнало лемурів «ключовим видом ссавців Мадагаскару». За відсутності мавп та інших суперників, ці примати пристосувалися до різноманітних місць проживання та розділилися на численні види. Станом на 2012 рік офіційно було зареєстровано 103 види і підвиди лемура, 39 з яких були описані зоологами у період з 2000 по 2008 рік. Майже всі вони класифікуються як рідкісні, уразливі або під загрозою зникнення. З моменту прибуття людей на Мадагаскар принаймні 17 видів лемура вимерли; всі вони були більшими за ті види лемурів, що вижили.
Ряд інших ссавців, уключаючи котовидну фосу, є ендемічними для Мадагаскару. На острові було зареєстровано понад 300 видів птахів, із яких більше 60 відсотків (уключаючи чотири родини та 42 роди) — ендеміки. Кілька родин та родів плазунів, які прибули на Мадагаскар, розділилися на понад 260 видів, із них понад 90 % є ендеміками (уключаючи одну ендемічну родину). На острові проживає дві третини світових видів хамелеонів, уключаючи найменш відомі, тому дослідники припускають, що Мадагаскар може бути місцем походження всіх хамелеонів.
Ендемічні риби Мадагаскару розділені на дві родини, 15 родів та понад 100 видів, що в основному мешкають у прісноводних озерах та річках острова. Незважаючи на те, що безхребетні залишаються слабо вивченими на Мадагаскарі, дослідники виявили високі показники ендемізму серед відомих видів. Усі 651 види наземних равликів на острові — ендемічні, як і більшість метеликів, пластинчастовусих, сітчастокрилих, павуків та бабок.

## Флора

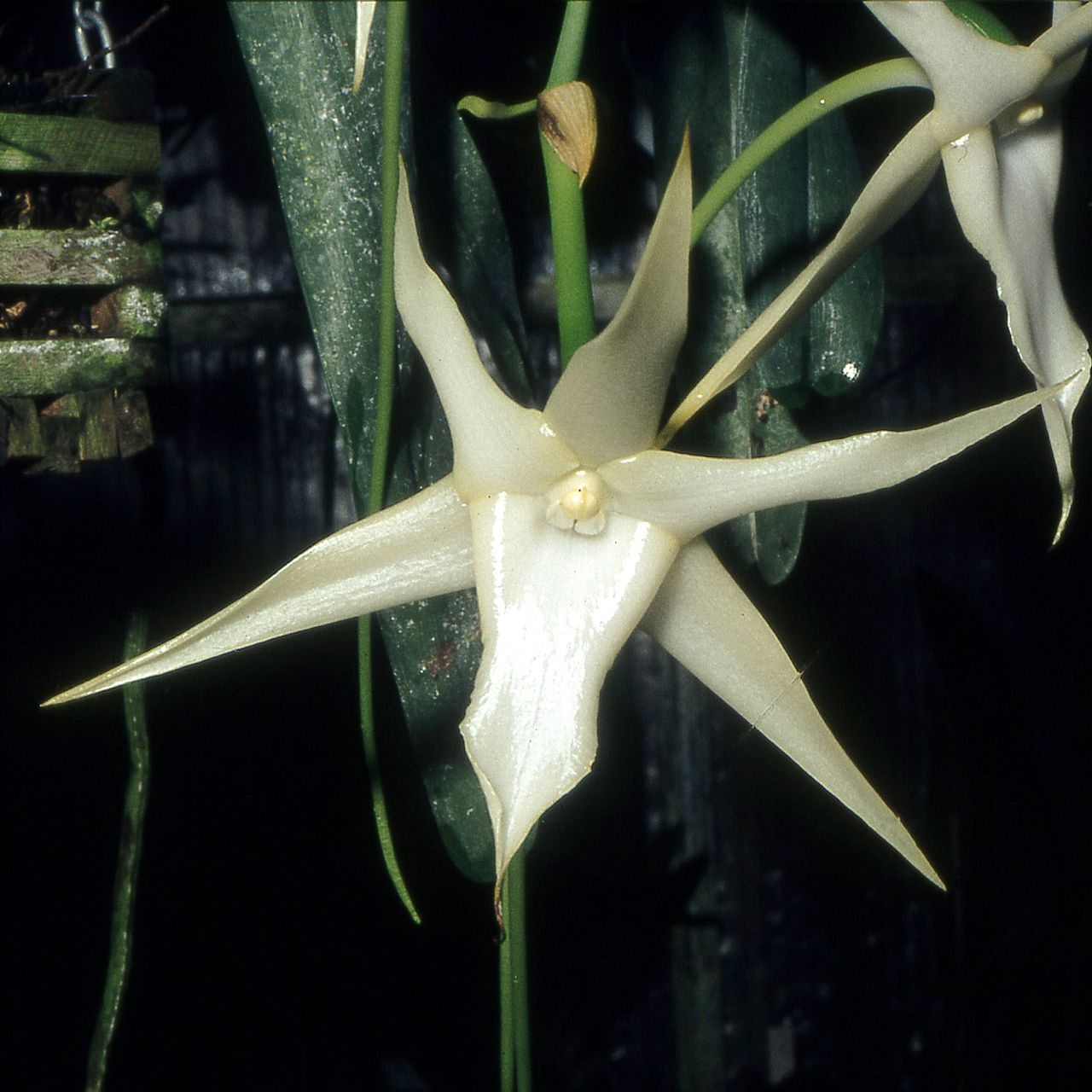
Angraecum sesquipedale. Квітки цієї орхідеї мають дуже довгі шпорці та запилюються видом бражникових завдяки хобітку відповідної довжини.

Більше 80 відсотків 14883 видів рослин на Мадагаскарі, у тому числі п'ять рослинних родин, не ростуть ніде інше в світі. Існує кілька ендемічних родин, уключаючи Asteropeia, Sarcolaenaceae та Sphaerosepalaceae. Раніше волога східна частина острова була вкрита тропічним лісом із багатьма пальмами, папоротями та бамбуком, зараз — значна частина цього лісу знищена через діяльність людини. На заході розкинулися сухі широколистяні ліси з багатьма видами ліан та панівними деревами території — тамариндом і баобабом. Субгумідні ліси колись покривали більшу частину центрального плато, але зараз домінуючою екосистемою тут є поле. Родина Дідієрієвих, що складається з чотирьох родів та 11 видів, обмежується лише колючими лісами південно-західного Мадагаскару.
Чотири п'ятих світових видів Пахіподіуму ендемічні для острова. Три чверті 860 видів орхідей на Мадагаскарі ростуть лише тут, як і шість восьмих видів баобаба у світі. На острові росте близько 170 видів пальми, у три рази більше, ніж по всій материковій Африці; 165 із них — ендемічні.
Багато місцевих видів рослин використовуються як рослинні ліки для різноманітних недуг. Препарати вінбластин і вінкристин, що застосовуються для лікування хвороби Годжкіна, лейкемії та інших видів раку, були виведені з Catharanthus. Дерево мандрівників, що ендемічне для східних лісів, — дуже символічне для Мадагаскару. Дерево присутнє на національному гербі, а також на логотипі авіалінії Air Madagascar.

## Проблеми екології
Різноманітна фауна і флора Мадагаскару під загрозою через людську активність. З моменту прибуття людей близько 2350 років тому, Мадагаскар втратив більше 90 відсотків свого первісного лісу.
Ця втрата лісу в значній мірі породжується традиційною підсічною системою землеробства, яку ввозили на Мадагаскар ранні поселенці. Малагасійські фермери використовують та увіковічнюють таку практику не тільки за її практичними перевагами як техніки землеробства, але і через культурні асоціації з добробутом, здоров'ям та звичаєм шанувати предків.
Зі збільшенням щільності населення на острові близько 1 400 років тому почала проскорюватися вирубка лісів. До XVI століття первісні ліси центрального високогір'я були значною мірою знищені. Більш пізніми факторами втрати лісового покриву стало зростання кількості великої рогатої худоби з часів їх ввезення на острів близько 1000 років тому, постійне використання деревного вугілля як палива для приготування їжі та збільшення значення кави як товарної культури за минуле століття. За консервативною оцінкою, близько 40 відсотків превісного лісового покриву острова було втрачено з 1950-х до 2000-х років, а кількість залишків лісу зменшилася на 80 відсотків.
Окрім традиційної землеробської практики, збереження дикої природи стикається з незаконною вирубкою природоохоронних лісів, а також державним санкціонуванням вирубки цінних порід дерев у національних парках. Незважаючи на скасування тодішнім президентом Марком Равалуманана з 2000 по 2009 рр. вирубку цінних порід дерев у національних парках, у січні 2009 р. вирубка невелких партій була відновлена, а з приходом до влади Андрі Радзуеліна різко посилена як ключове джерело державного доходу з метою компенсувати скорочення міжнародної донорської підтримки після відставки Роваломанана. Передбачається, що до 2025 року усі дощові ліси острова, окрім охоронних територій та найкрутіших гірських схилів на сході, будуть знищені.
Знищення природного середовища та полювання спричинили загрозу багатьом мандагарським ендемічним видам або призвели до їх вимирання. Епіорнісові, сімейство ендемічних гігантських нелітаючих птахів, вимерли в 17 столітті чи раніше ймовірніше через людське полювання на дорослих птахів і вилучення з гнізд їхніх великих яєць для їжі. Численний вид гігантських лемурів зникли з прибуттям поселенців на острів, а інші види почали вимирати протягом століть через зростаючу кількість населення, що посилює тиск на середовище існування лемурів і збільшує рівень полювання на лемурів для продовольства.
Оцінка у липні 2012 року показала, що експлуатація природних ресурсів із моменту державного перевороту 2009 року мала серйозні наслідки для дикої природи острова: 90 відсоткам видів лемура загрожувало вимирання, більше ніж будь-якої іншої групи ссавців. Із них 23 види були на межі вимирання. Водночас попереднє дослідження 2008 року показало, що лише 38 відсотків видів лемура перебувають під загрозою зникнення.

### Природоохорона

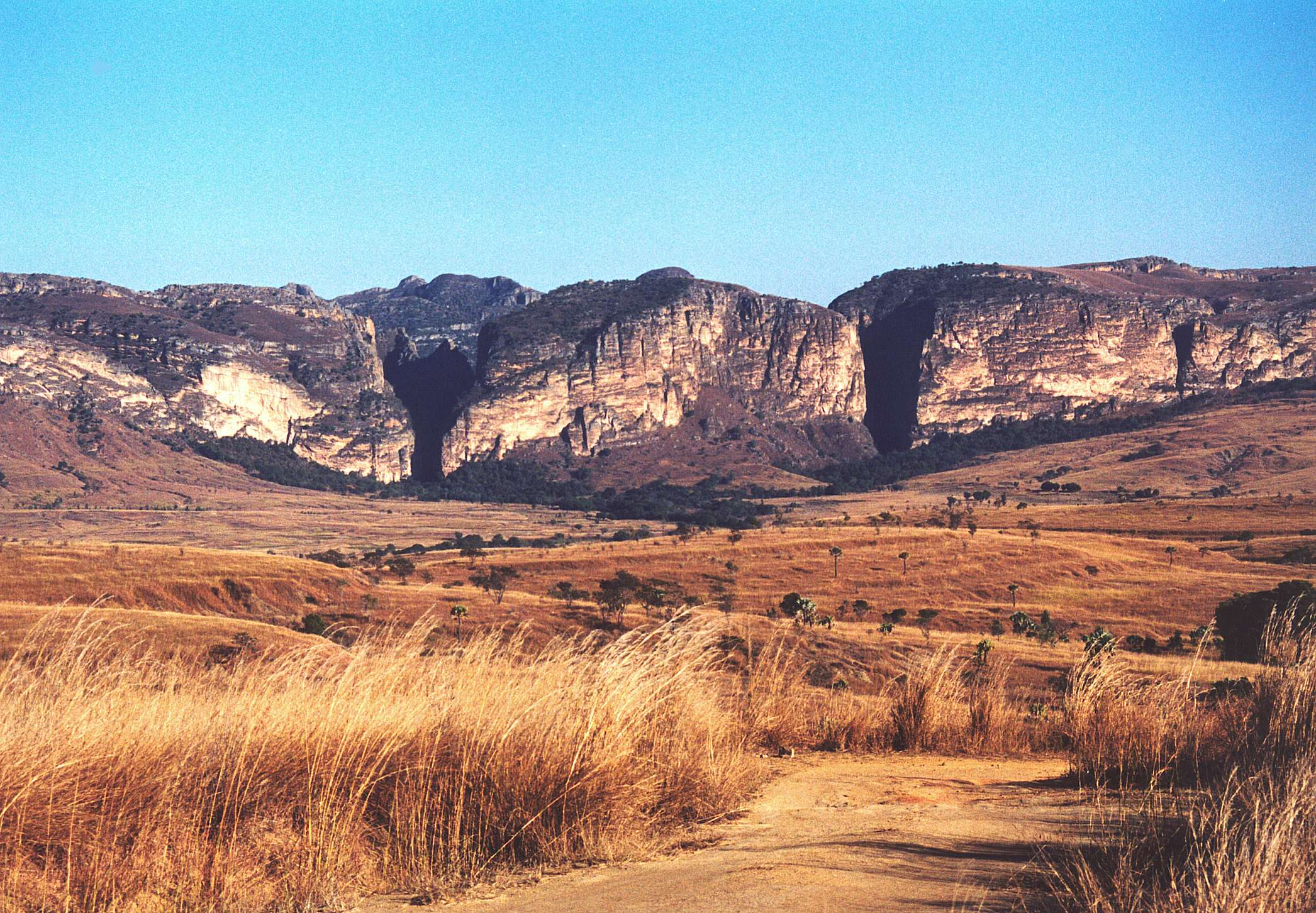
Національний парк Ісало.

У 2003 році Раваломанана на Світовому конгресі, присвяченому проблемам парків, оприлюднив проект Durban Vision, що мав на меті утричі збільшити загальну природоохоронну територію острова до більш ніж 60 000 км2, тобто 10 відсотків від площі Мадагаскару. Із 2011 року території, що охороняються державою, уключають п'ять заповідників суворого режиму (Réserves Naturelles Intégrales), 21 заповідник дикої флори та фауни (Reserves Spéciales) та 21 національний парк (Parcs Nationaux). У 2007 році шість національних парків були додані списку об'єктів Світової спадщини ЮНЕСКО під назвою Тропічні ліси Ацінанани. Це парки Марудзедзі, Масоала, Раномафана, Захамена, Андухахела та Андрінгітра.
Із метою підвищення громадської обізнаності про екологічні проблеми Мадагаскару за сприяння Товариства охорони дикої природи (WCS) у червні 2008 року в Бронксському зоопарку в Нью-Йорку було відкрито експонат під назвою «Мадагаскар!».

### Дослідження
Поточні дослідження на Мадагаскарі та островах Західного Індійського океану публікуються в мадагаскарському журналі відкритого доступу «Madagascar Conservation & Development» за ініціативою Міссурійського ботанічного саду, програми досліджень й охорони природи Мадагаскару та Інституту й Музею антропології при Цюрихському університеті.